# Галал Яфай
Галал Яфай (нар. 11 грудня 1992) — британський боксер, що виступає у найлегшій ваговій категорії, олімпійський чемпіон 2020 року, призер чемпіонатів Європи.

## Любительська кар'єра
Олімпійські ігри 2016
- 1/16 фіналу:Переміг Сімпліса Фотсала (Камерун) — 3-0
- 1/8 фіналу:Програв Хоанісу Архілагосу (Куба) — 1-2

Чемпіонат Європи 2017
- 1/8 фіналу:Переміг Нодарі Бардамідзе (Грузія)
- 1/4 фіналу:Переміг Акіла Ахмеда (Шотландія)
- 1/2 фіналу:Переміг Самуеля Кармона (Іспанія)
- Фінал:Програв Василю Єгорову (Росія)

Чемпіонат світу 2017
- 1/16 фіналу:Переміг Акіла Ахмеда (Шотландія) — 5-0
- 1/8 фіналу:Програв Юберхену Мартінесу (Колумбія) — 0-5

Європейські ігри 2019
- 1/8 фіналу:Переміг Мартіна Вібрана (Угорщина) — 5-0
- 1/4 фіналу:Переміг Дмитра Замотаєва (Україна) — 5-0
- 1/2 фіналу:Програв Даніелю Асенову (Болгарія) — 2-3

Чемпіонат світу 2019
- 1/16 фіналу: Переміг Алекса Вінвуда (Австралія) — 5-0
- 1/8 фіналу: Переміг Йосвані Вейтія (Куба) — 5-0
- 1/4 фіналу: Програв Білалу Беннама (Франція) — 0-5

Олімпійські ігри 2020
- 1/16 фіналу: Переміг Кориїна Согомоняна (Вірменія) — RSC
- 1/8 фіналу: Переміг Патріка Чілембу (Замбія) — 3-2
- 1/4 фіналу: Переміг Йосвані Вейтія (Куба) — 4-1
- 1/2 фіналу: Переміг Сакена Бібоссінова (Казахстан) — 3-2
- Фінал: Переміг Карло Паалама (Філіппіни) — 4-1

## Професіональна кар'єра
2022 року дебютував на професійному рингу, вже в першому бою завоювавши вакантний титул WBC International в найлегшій вазі. Впродовж 2022—2023 років провів п'ять переможних боїв, з них чотири успішних захиста, у тому числі 19 серпня 2023 року проти співвітчизника Томмі Френка, поєдинком з яким вперше очоливши боксерський вечір.

### Таблиця професійних боїв
| 9 Перемог (7 нокаутом), 0 Поразок (0 нокаутом, 0 за рішенням суддів) |        |                       |        |              |                   |                                    |                                                                     |
| Результат                                                            | Рекорд | Суперник              | Спосіб | Раунд, час   | Дата              | Місце проведення                   | Примітки                                                            |
| Перемога                                                             | 9-0    | Санні Едвардс         | TKO    | 6 (12), 1:10 | 30 листопада 2024 | Resorts World Arena, Бірмінгем     | Виграв вакантний титул тимчасового чемпіона WBC у найлегшій вазі.   |
| Перемога                                                             | 8-0    | Сержіо Оліва          | TKO    | 3 (10), 1:49 | 28 вересня 2024   | Park Community Arena, Шеффілд      |                                                                     |
| Перемога                                                             | 7-0    | Агустін Мауро Гауто   | TKO    | 8 (10), 2:40 | 6 квітня 2024     | Fontainebleau Las Vegas, Вінчестер | Захистив титул чемпіона WBC International у найлегшій вазі.         |
| Перемога                                                             | 6-0    | Рокко Сантомауро      | UD     | 10           | 16 грудня 2023    | Джіла-Рівер-арена, Глендейл        | Захистив титул чемпіона WBC International у найлегшій вазі.         |
| Перемога                                                             | 5-0    | Томмі Френк           | TKO    | 1 (10), 1:40 | 19 серпня 2023    | Утіліта Арена, Бірмінгем           | Захистив титул чемпіона WBC International у найлегшій вазі.         |
| Перемога                                                             | 4-0    | Мойсес Кальєрос       | TKO    | 4 (10), 0:44 | 1 квітня 2023     | О2 Арена, Лондон                   |                                                                     |
| Перемога                                                             | 3-0    | Гохан Гарсія Родрігес | SD     | 10           | 5 листопада 2022  | Etihad Arena, Абу-Дабі             | Захистив титул чемпіона WBC International у найлегшій вазі.         |
| Перемога                                                             | 2-0    | Мігель Картагенья     | RTD    | 2 (10), 3:00 | 30 квітня 2022    | Медісон-сквер-гарден, Нью-Йорк     | Захистив титул чемпіона WBC International у найлегшій вазі.         |
| Перемога                                                             | 1-0    | Карлос Баутіста       | TKO    | 5 (10), 2:11 | 27 лютого 2022    | О2 Арена, Лондон                   | Виграв вакантний титул чемпіона WBC International у найлегшій вазі. |